# Luis Grijalva
Luis Grijalva (* 10. April 1999 in Guatemala-Stadt) ist ein guatemaltekischer Leichtathlet, der sich auf den Langstreckenlauf spezialisiert hat.

## Sportliche Laufbahn
Luis Grijalva wurde in Guatemala geboren, wuchs aber in den Vereinigten Staaten auf. 2017 begann er ein Studium an der Northern Arizona University und 2021 nahm er im 5000-Meter-Lauf an den Olympischen Sommerspielen in Tokio teil und belegte dort mit 13:10,09 min im Finale den zwölften Platz. Im Jahr darauf erreichte er bei den Weltmeisterschaften in Eugene ebenfalls das Finale und klassierte sich dort mit 13:10,44 min auf dem vierten Platz. 2023 wurde er bei der Golden Gala Pietro Mennea in 12:52,97 min Dritter und belegte anschließend bei den Weltmeisterschaften in Budapest mit 13:12,50 min im Finale erneut den vierten Platz. Im Jahr darauf wurde er bei der Bauhaus-Galan in 7:33,96 min Dritter über 3000 Meter und anschließend verpasste er bei den Olympischen Sommerspielen in Paris mit 13:58,81 min den Finaleinzug.

## Persönliche Bestzeiten
- 1500 Meter: 3:35,32 min, 18. Juli 2021 in Mission Viejo
  - 1500 Meter (Halle): 3:41,11 min, 11. Februar 2022 in Spokane (guatemaltekischer Rekord)
- Meile: 4:02,64 min, 29. Juni 2017 in San Francisco (guatemaltekischer Rekord)
  - Meile (Halle): 3:53,53 min, 27. Januar 2023 in Boston (guatemaltekischer Rekord)
- 3000 Meter: 7:29,43 min, 17. September 2023 in Eugene (Oregon) (guatemaltekischer Rekord)
  - 3000 Meter (Halle): 7:33,86 min, 11. Februar 2023 in New York City (guatemaltekischer Rekord)
- 2 Meilen: 8:21,98 min, 21. August 2021 in Eugene (guatemaltekischer Rekord)
- 5000 Meter: 12:50,58 min, 30. Mai in Oslo (guatemaltekischer Rekord)
  - 5000 Meter (Halle): 13:29,74 min, 24. Januar 2020 in Boston (guatemaltekischer Rekord)
- 10.000 Meter: 27:26,02 min, 16. März 2024 in San Juan Capistrano (guatemaltekischer Rekord)